# 经济与社会
《经济与社会》（全名《经济与社会：理解社会学纲要》）是社会学家马克斯·韦伯的主要著作之一，该著在他去世后由其妻玛丽安于1921年出版。该著被认为是《新教伦理与资本主义精神》（1905）之外韦伯最重要的作品之一。这本书的范围非常广泛，涵盖了许多主题，包括宗教、经济、政治、公共管理和社会学。直到1968年，该作品的完整译本才以英文出版。
1998年，國際社會學協會将这部著作列为20世纪最重要的社会学著作。